# Bow Street Runners
Bow Street Runners var Londons första poliskår i mitten av 1700-talet. 
Redan från 1253 hade de första nattpatrullerna funnits i London. De avlönades av de boende i församlingarna. I början av 1700-talet var det äldre män, som vaktade för en shilling per natt och fredsdomarna avlönades på en del av bötesbeloppen de kunde döma ut. Att anlita den här vaktstyrkan kostade pengar och vaktstyrkan var oftast mer rädda för de kriminella, än tvärt om.
Översten Thomas de Veil var en av de aktiva ärliga privatpoliser och domare, som såg till att över 2 000 brottslingar fick sitt straff. Han flyttade 1739 sitt domstolskontor från Soho till Bow Street.  Författaren Henry Fielding tog då över polisarbetet och tillsatte 1749 sex män som skulle rensa upp Londons gator. ”Mr Fieldings män” tog inte betalt för att bli anlitade av allmänheten och kriminalitet skulle anmälas till domstolen på Bow Street. De blev därför kallade Bow Street Runners av befolkningen. De var dock inte omtyckta, så deras identiteter måste hållas hemliga. År 1754 avled Fielding och hans blinde halvbror, domaren sir John Fielding, tog över verksamheten. Han skapade den första riktiga polisstyrkan och de hade befogenhet att utreda brott i hela London och var de första som gjorde polisrazzior. De hade både pistoler och handbojor och betalade "tjallare" för att få information. Nu fanns det fotpatruller, ett kriminalregister och det samordnades ett veckoblad mellan domstolarna ”The Police Gazette, där efterlysningar av stulet gods, tjuvar och desertörer från flottan angavs. År 1763 tillkom de ridande patrullerna, som skulle bevaka landsvägarna till och från city.
År 1792 fanns det åtta poliskontor i centrala London med tre fredsdomare, sex polisdomare och sex detektiver. Bevakningsområdet för Bow Street-konstaplarna var stort. Det sträckte sig från Saint James Park till Saint Paulskatedralen.
Bow Street-konstaplarna var helt civilklädda tills de 1805 fick sina första uniformer, en blå jacka, blå byxor, röd väst och svart hatt. Blått valdes för att särskiljas från militären, som hade röda uniformer.
Londons första konstaplar och stadens första riktiga poliskår tillkom 1829, på Bow Street 25-27. Först 1993 stängdes polisstationen på Bow Street.